# Турахан-бег
Турахан-бег (тур. Turahan Bey) је био османски војсковођа и намесник Тесалије од 1423. до 1456. године. Он jе уџ-бег (тур. uç-bey).

## Биографија
Не зна се ништа и раном животу Турахан-бега као ни тачна година рођења. Био је дин Јигит паше (Пашаита) који је 1392. године освојио Скопље и био први османски управник Босанског крајишта. Турахан се први пут у изворима помиње 1413. године као управник Видина, а затим 1422. године у борби против византијског намесника Ламије, Кантакузина Страбомита. Био је један од присталица Мустафе Челебија током борбе против Мехмеда I и Мурата II. Почетком 1423. године постао је турски намесник Тесалије. Своју прву велику експедицију повео је маја или јуна исте године ка Пелопонезу. Његова војска порушила је недавно обновљени бедем Хексамилеон и опустошила је унутрашњост полуострва. Турахан напада неке византијске градове као што су Митрас, Леонтари, Гардики, Дабија. Убрзо затим, византијски историчар Дука извештава о присуству Турахана на обалама Црног мора. Отприлике у исто време Турахан води кампању у Епиру против локалних албанских племена. Учествује у гушењу Албанске побуне заједно са Али-бегом и Исак-бегом. Побуну је предводио Ђорђе Аријанит Комнин и Андрија Топија. Византијски деспоти Мореје успели су да обнове свој положај. У следећих неколико година преузели су власт над читавим Пелопонезом. Међутим, Турахан је 1431. године поново напао. Заузео је Тебу 1435. године како би спречио да она падне у руке Грка. Новембра 1443. године Турахан је узео учешћа у Дугој војни борећи се против крсташа Јаноша Хуњадија у бици код Ниша. Битка је завршена турским поразом. При повратку у Софију, Турахан и Касим-паша (румелијски беглербег) спалили су сва села између Ниша и Софије. Турахан је убедио султана Мурата да напусти Софију. Крсташи су заустављени битком код Златице, а при повратку односе победу у Куновичкој бици. Савремени турски извори криве ривалство Турахана и Касима за турски пораз, док неки чак тврде да је српски деспот Ђурађ Бранковић поткупио Турахана како овај не би учествовао у борби. Турахан је пао у немилост султана који га је протерао у затвор у Токату. Турахан је убрзо помилован. Учествовао је у Муратовој кампањи против Морејске деспотовине 1446. године. Мореја је том приликом прихватила вазалне обавезе према султану. Почетком октобра 1452. године Турахан и његови синови, Ахмед и Омер, воде велику кампању на Пелопонез. Султан Мехмед II им је наредио да спрече морејске деспоте Тому и Димитрија да помогну византијском цару Константину током опсаде Цариграда (1453). Тураханов син Ахмед је заробљен и утамничен у Мистри. Пад Цариграда довео је до побуне локалних албанских племена против Томе и Димитрија Палеолога. Тураханов син Омер предводи турску војску која је помагала Димитрију у борби против Томе. Мехмед II је 1458. године лично кренуо на Пелопонез, након нове грчке побуне. Заузео је северозападни део Пелопонеза на чије чело је поставио Омера. Остатак полуострва заузет је 1460. године. Турахан се 1455. године помиње у Једрену. Умро је убрзо. Сахрањен је у близини Узун Копруа у Тракији. Његови потомци били су богати власници земљишта у Тесалији до краја османске власти крајем 19. века.